# Ulrich Zasius
Ulrich Zasius, nome di nascita Ulrich Zäsy latinizzato come Huldrichus o Udalricus Zasius (Costanza, 1461 – Friburgo in Brisgovia, 24 novembre 1535), è stato un giurista e umanista tedesco.
È considerato uno dei più eminenti giuristi a cavallo tra Medioevo e Rinascimento. Aveva una corrispondenza epistolare con molti umanisti del suo tempo, incluso Erasmo da Rotterdam, che incontrò per la prima volta nel 1518.

## Biografia

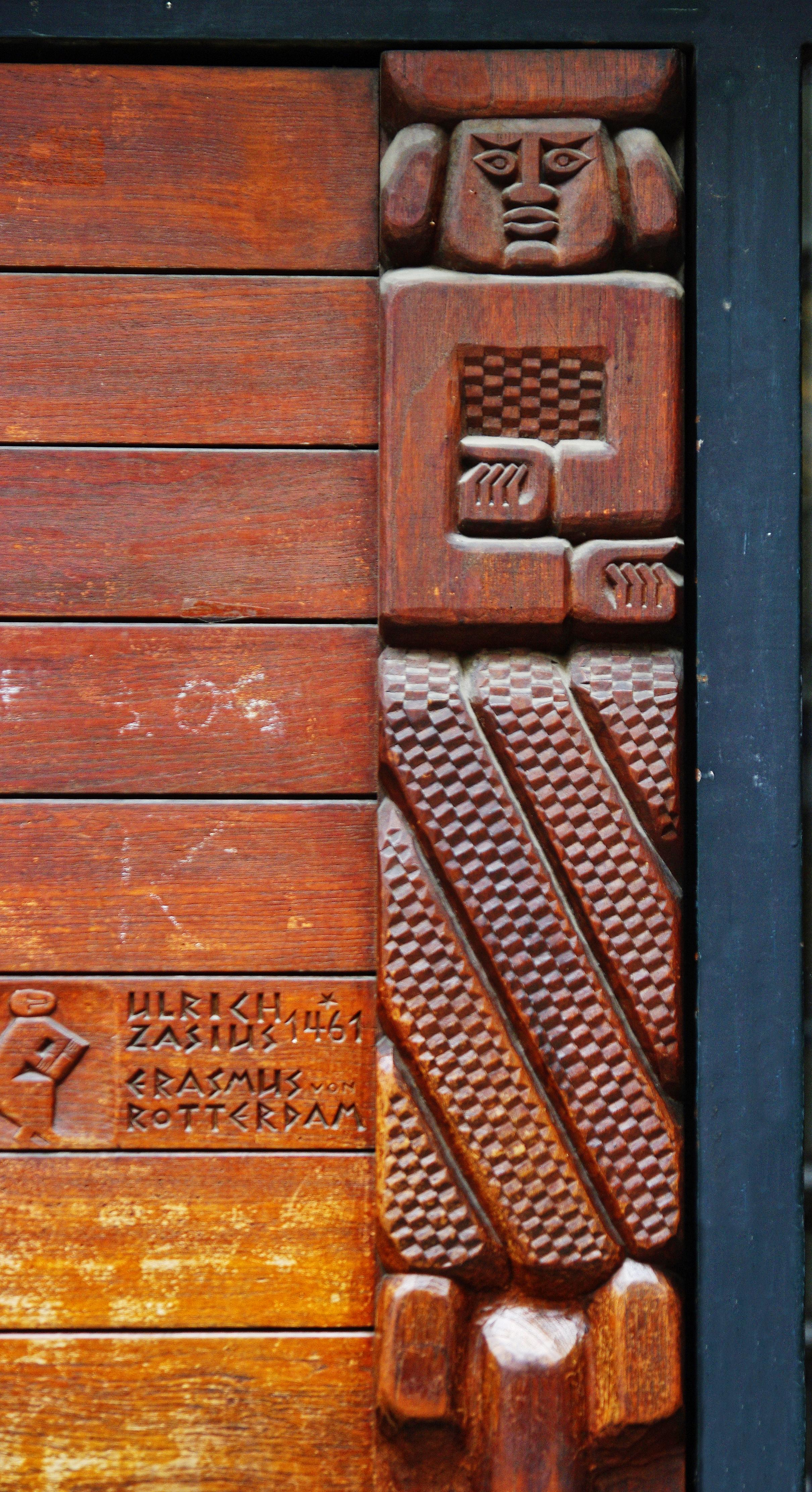
Ritratto di Zasio nella Peterhofkapelle a Friburgo.

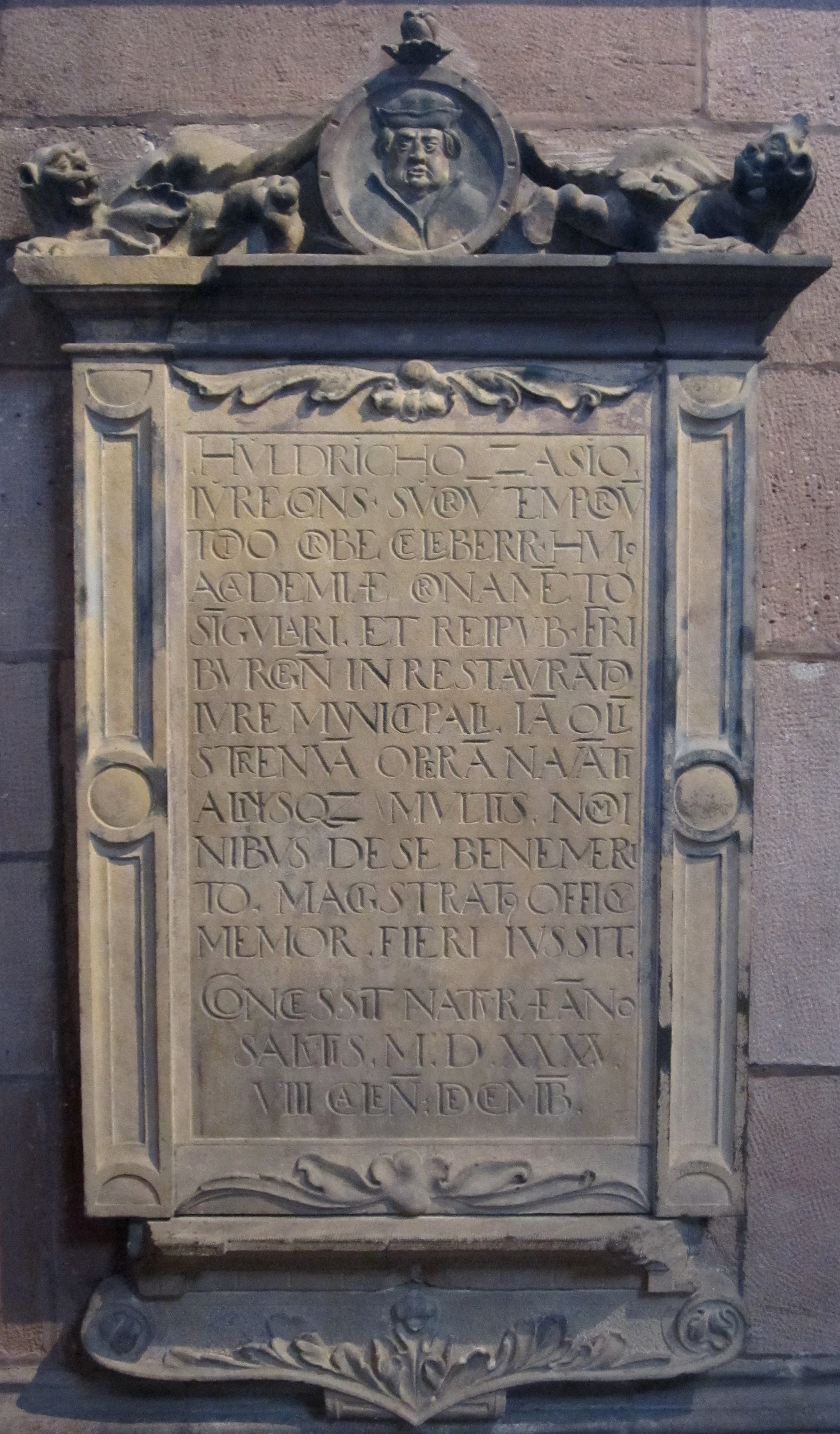
Epitaffio nella Cattedrale di Nostra Signora di Friburgo.

Dopo aver frequentato la scuola del capitolo di Costanza, partì nel 1481 per l'Università di Tubinga. Rimase lì per due anni, iscrivendosi alla facultas artium (la facoltà di arti liberali) e ottenne il baccellierato. Dal 1483 al 1485 fu impiegato e notaio presso la Corte episcopale di Costanza; era maestro di latino a Buchhorn (ora Friedrichshafen) dal 1485 al 1489 e notaio imperiale dal 1486. Nel 1489 e fino al 1494 fu segretario della città di Baden, nel distretto di Baden (Argovia) in Svizzera e segretario della Dieta federale svizzera per la corrispondenza in latino. Fu nominato segretario della città di Friburgo in Brisgovia nel 1494 e dal 1496 al 1499 fu rettore della Scuola latina di Friburgo in Brisgovia. Come segretario, Zasio riorganizza la tenuta dei conti e dei registri e creò in questo contesto una raccolta di sentenze in cui dovevano essere registrate le decisioni sulla giurisdizione; questo registro fu tenuto fino al 1609.
Fu solo nel 1499 che Zasio, allora quarantenne, sposato con diversi figli, si iscrisse come studente alla facoltà di giurisprudenza dell'università. Ma dal 1501 ottenne un dottorato (doctor legum) in diritto romano, fu incaricato di insegnare gli Istituti nel 1501 e divenne professore ordinario di diritto romano nel 1506. Dal 1502 fu segretario giuridico e consulente legale della città. Nel 1502 Zasio lavorò alla nuova legge municipale della città, che venne pubblicata nel 1520. Nell'elaborare questo documento, Zasio cerca di armonizzare nella pratica il diritto romano e quello germanico. Questo libro, considerato la sua principale pubblicazione legale, influenzò le riforme del diritto comunale in Svizzera (Berna, Soletta, Basilea).
Zasio ebbe un'intensa attività di insegnamento. Le sue lezioni erano frequentate da un gran numero di studenti, tra i quali vi erano il teologo Johannes Eck e Gilbert Cousin della Franca Contea. Le sue opere, scritte in un elegante latino di epoca classica, gli guadagnarono rapidamente fama. L'imperatore Massimiliano I lo nominò consigliere imperiale nel 1508.

## Umanesimo giuridico
Ulrich Zasius ha svolto un importante ruolo di precursore nell'ambito dell'umanesimo giuridico. Questo movimento rifiuta la giurisprudenza fino ad allora intrisa di scolasticismo. Nelle scienze giuridiche questo cambiamento è descritto dal termine mos gallicus, il modo francese di considerare la legge romana, in contrapposizione al mos italicus, la maniera italiana. Il mos italicus è la via antica, che è un adattamento dei testi giuridici romani e canonici agli usi e costumi italici, un adattamento realizzato dal XII secolo da glossatori e commentatori. Il metodo del mos gallicus si basa su una critica testuale di fonti legali autentiche.
La novità del modo francese risiede nell'approccio dei testi romani, che sono considerati con una prospettiva storica adeguata e sono interpretati nel nuovo modello umanista del Rinascimento. Per Zasio, che era ancora strettamente legato al mos italicus, le raccolte di diritto romano (Digesto) costituivano una base intoccabile. Ma Zasio fu uno di quelli che liberarono le fonti romane dalle glosse che le accompagnavano e che le rendevano quindi utilizzabili per un'efficace applicazione legale.
I giuristi italiani Andrea Alciato e il francese Guillaume Budé lavoravano nella stessa direzione; vengono chiamati, con Zasio, le "stelle" della giurisprudenza da Erasmo. Altri autori di quello che viene chiamato scolasticismo tardo spagnolo, come Diego de Covarrubias, sono intrisi dello spirito dell'umanesimo giuridico.

## Zasio come creatore della legge comunale di Friburgo
Il realistico senso giuridico di Zasio è particolarmente efficace nel riformulare la legge municipale di Friburgo (Stadtrecht), completata e pubblicata nel 1520. Questo diritto deriva da un'unificazione dei diritti romani e germanici ed è considerato un'importante opera giuridica del suo tempo. Costituisce, fino al XIX secolo, le fondamenta dell'organizzazione legale e giurisdizionale della città, e anche una fonte legale per i verdetti della Corte Superiore di Friburgo, precorritrice della corte regionale di giustizia.
Zasio è un rappresentante della teoria secondo cui gli ebrei sono soggetti ai cristiani, e si esprime abbastanza creticamente in questo senso nello stile di Martin Lutero. Nella sua nuova legge municipale egli tratta il maniera discriminatoria gli ebrei. Nei casi legali, gli ebrei non avevano il diritto di testimoniare e non avevano il diritto di commerciare con i cittadini di Friburgo; quest'attività, già resa difficile da un editto della città del 1401, era punita con una multa nella nuova giurisdizione e in caso di ripetizione con una espulsione del cittadino colpevole.

## Intitolazioni

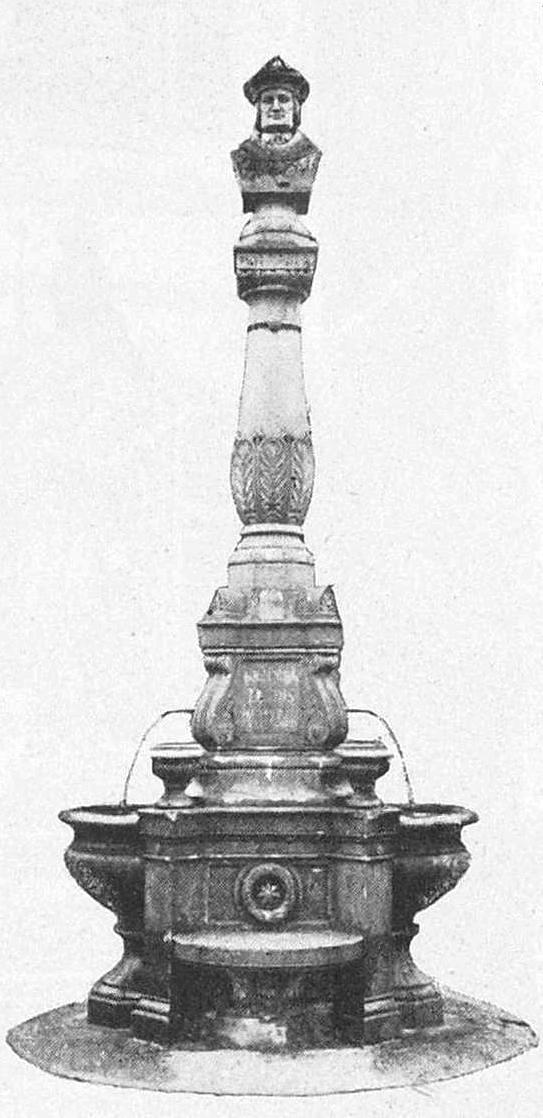
La fontana di Zasio intorno al 1900

Dopo la morte di Zasio, la città appose, nell'ambulatorio del coro della cattedrale, un epitaffio, sotto forma d'iscrizione latina che, scritta in termini molto elogiativi, lo nominò "il giurista più noto del suo tempo", "L'onore della sua università" e il "creatore del diritto comunale". Nel 1868 fu costruita la fontana di fronte al liceo dove insegnava
C'è una Zasiusstraße ("via Zasius") nel quartiere Wiehre di Friburgo e nel quartiere Paradies di Costanza.
Erasmo, che visse dal 1529 al 1535 a Friburgo, in fuga da Basilea durante un periodo turbolento della Riforma, scrive al suo amico Willibald Pirckheimer il 15 luglio 1529: "Non ho visto nulla in Germania che ammirassi tanto quanto il personaggio di Ulrich Zasius. Quest'uomo merita l'immortalità!".

## Opere

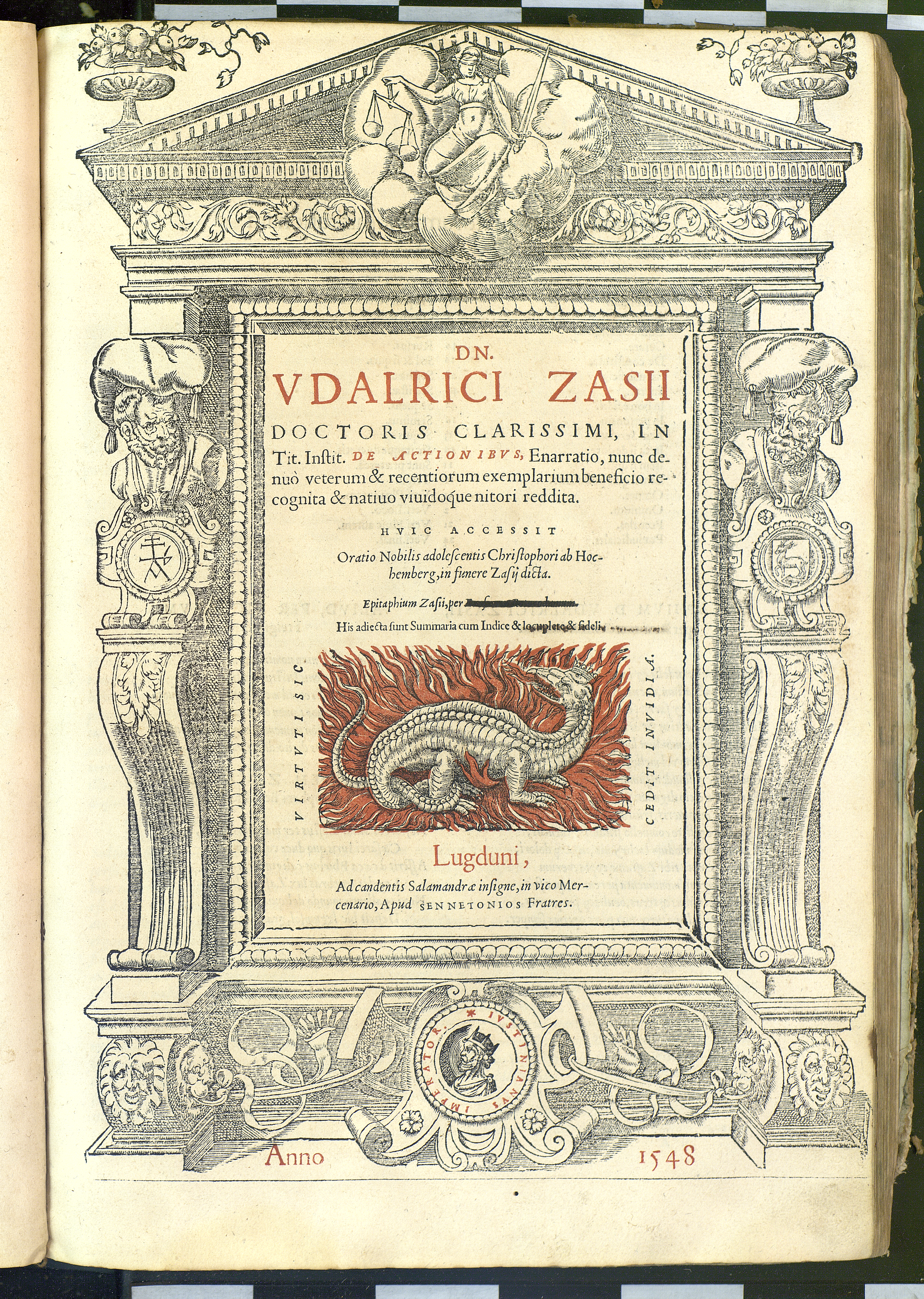
Institutionum di Actionibus Enarratio in Titulum, 1548

- Enarratio in titulum Institutionum de actionibus, 1548.
- In primam Digestorum partem paratitla.
- Enarrationes in titulum de verborum obligationibus.
- In usus feudorum epitome.
- In sequentes FF. Veteris titulos lecturae.
- Enarrationes in titulum FF. Si cert. petatur.
- In aliquot Digestorum titulos enarrationes.
- In sequentes Digestorum titulos enarrationes.
- In titulum FF. de re iudicata lectura.
- In celeberrimos aliquot titulos FF. enarrationes.

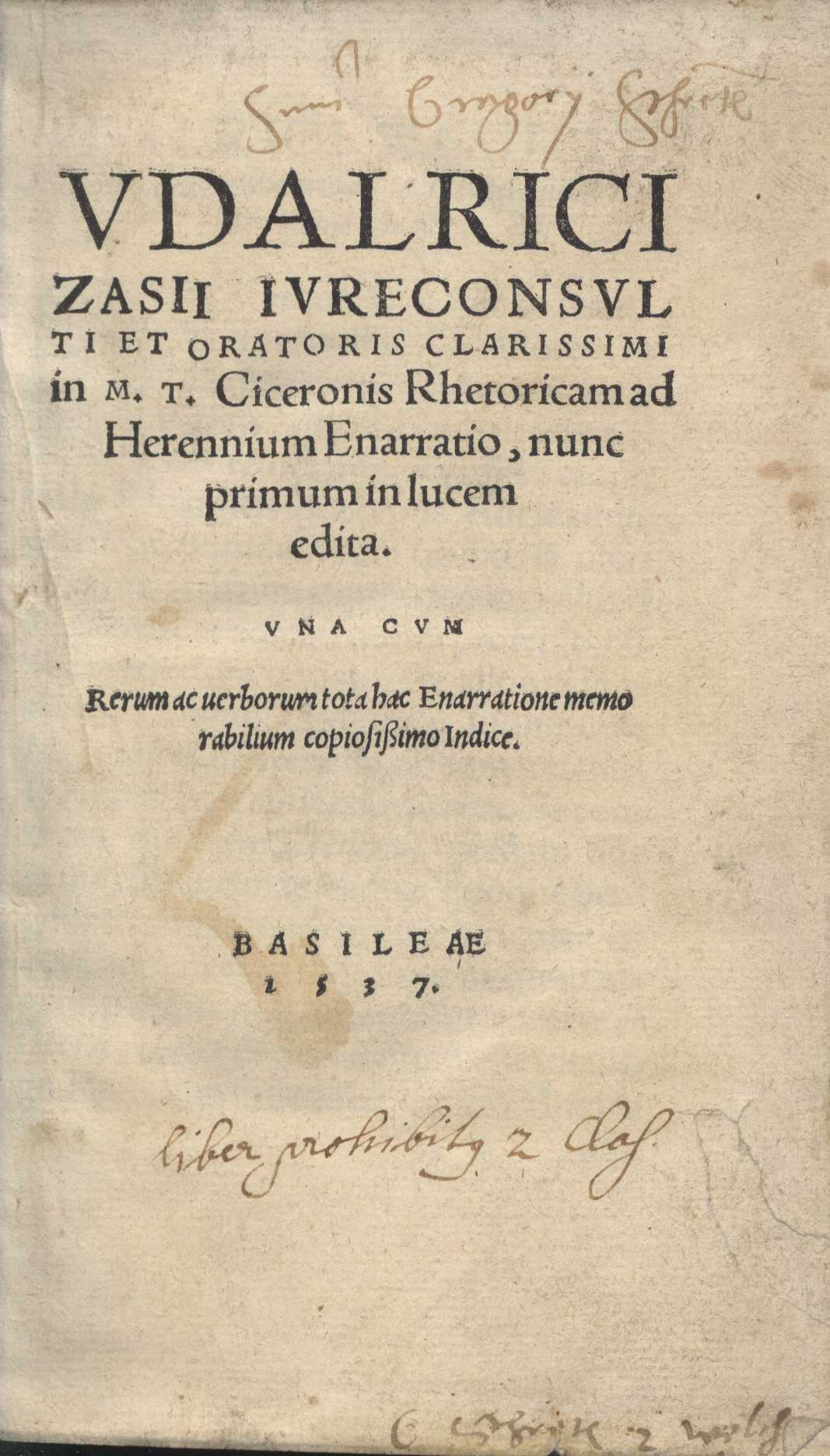
In M.T. Ciceronis Rhetoricam ad Herennium enarratio, 1517